# Campeonato Capixaba de Futebol de 2017 - Série A
O Campeonato Capixaba de Futebol de 2017 - Série A, organizado pela FES, foi a 101ª edição e o centenário do campeonato estadual do Espírito Santo. Com início em 28 de janeiro e término em 6 de maio, reunindo dez equipes, sendo oito participantes do Capixabão de 2016 e a campeã e vice da Série B de 2016.
O Atlético Itapemirim tornou-se campeão pela primeira vez em sua história e de forma invicta.

## Partidas adiadas
A Federação de Futebol (FES) adiou 22 jogos válidos pela Primeira Fase da competição devido à falta de policiamento em virtude da crise da segurança pública do Espírito Santo no mês de fevereiro.
A FES remarcou os jogos adiados com reinício em 8 de março a partir dos jogos da segunda rodada. A conclusão do campeonato foi estendido por mais duas semanas com término em 6 de maio.

## Regulamento
A fórmula de disputa foi diferente dos últimos dois anos. Na Primeira Fase, os dez participantes jogam entre si em turno único, os quatro melhores avançam para as Semifinais. Cinco times foram definidos por meio de um sorteio e fazem cinco jogos com o mando de campo (Desportiva Ferroviária, São Mateus, Linhares, Real Noroeste e Doze), os demais fazem apenas quatro jogos com o mando. Nas Semifinais, que são disputadas em sistema de mata-mata com jogos de ida e volta (1º x 4º e 2º x 3º). Nas Finais, os vencedores das Semifinais decidem o título também com jogos de ida e volta. O time com melhor campanha na Primeira Fase tem o mando de campo nos jogos de volta das Semifinais e Finais. O campeão ganha o direito de disputar a Copa do Brasil de 2018 e a Série D de 2018. As duas últimas equipes na Primeira Fase são rebaixadas à Série B de 2018.

### Critérios de desempate
Os critérios de desempate serão aplicados na seguinte ordem para cada fase:
Primeira Fase
1. Maior número de vitórias
2. Maior saldo de gols
3. Maior número de gols pró (marcados)
4. Confronto direto
5. Menor número de cartões vermelhos
6. Menor número de cartões amarelos
7. Sorteio

Semifinais e Finais
1. Maior saldo de gols nos dois jogos
2. Melhor classificação na Primeira Fase

## Participantes
| Clube                  | Cidade       | Temporada 2016          | Estádio               | Capacidade | Títulos (último) |
| ---------------------- | ------------ | ----------------------- | --------------------- | ---------- | ---------------- |
| Atlético Itapemirim    | Itapemirim   | 6º da Série A           | José Olívio Soares    | 1 000      | 0 (não possui)   |
| Desportiva Ferroviária | Cariacica    | Campeão da Série A      | Engenheiro Araripe    | 7 700      | 18 (2016)        |
| Doze                   | Vitória      | 8º da Série A           | José Olívio Soares[a] | 1 000      | 0 (não possui)   |
| Espírito Santo         | Vitória      | Vice-campeão da Série A | Kleber Andrade[b]     | 21 000     | 0 (não possui)   |
| Linhares               | Linhares     | 4º da Série A           | Joaquim Calmon        | 2 000      | 1 (2007)         |
| Real Noroeste          | Águia Branca | 3º da Série A           | José Olímpio da Rocha | 3 200      | 0 (não possui)   |
| Rio Branco-ES          | Vitória      | 5º da Série A           | Kleber Andrade[b]     | 21 000     | 37 (2015)        |
| São Mateus             | São Mateus   | 7º da Série A           | Sernamby              | 4 500      | 2 (2011)         |
| Tupy                   | Vila Velha   | Vice-campeão da Série B | Salvador Costa[c]     | 3 000      | 0 (não possui)   |
| Vitória-ES             | Vitória      | Campeão da Série B      | Salvador Costa        | 2 366      | 9 (2006)         |

Obs.:

- a. ^  O Doze mandou seus jogos no José Olívio Soares, em Itapemirim.[11]
- b. ^  O Espírito Santo e Rio Branco-ES mandaram seus jogos no Kleber Andrade, em Cariacica.[12]
- c. ^  O Tupy mandou seus jogos no Salvador Costa, em Vitória.[13]

## Estádios[9]
| Águia Branca          | Vitória           | Cariacica          | Cariacica          |
| José Olímpio da Rocha | Salvador Costa    | Engenheiro Araripe | Kleber Andrade     |
| Capacidade: 3 200     | Capacidade: 3 000 | Capacidade: 7 700  | Capacidade: 21 000 |
|                       |                   |                    |                    |
| Itapemirim            | Linhares          | Jaguaré            | São Mateus         |
| José Olívio Soares    | Joaquim Calmon    | Conilon            | Sernamby           |
| Capacidade: 1 000     | Capacidade: 2 000 | Capacidade: 2 664  | Capacidade: 4 500  |
|                       |                   |                    |                    |

## Primeira Fase
| Pos | Times                  | Pts | J | V | E | D | GP | GC | SG | %    | M       | Classificação               |
| --- | ---------------------- | --- | - | - | - | - | -- | -- | -- | ---- | ------- | --------------------------- |
| 1   | Atlético Itapemirim    | 21  | 9 | 6 | 3 | 0 | 18 | 6  | 12 | 77.8 | Estável | Classificado às Semifinais  |
| 2   | Doze                   | 19  | 9 | 6 | 1 | 2 | 15 | 11 | 4  | 70.4 | Estável | Classificado às Semifinais  |
| 3   | Espírito Santo         | 13  | 9 | 3 | 4 | 2 | 10 | 8  | 2  | 48.1 | 3       | Classificado às Semifinais  |
| 4   | Tupy                   | 12  | 9 | 3 | 3 | 3 | 9  | 12 | -3 | 44.4 | 1       | Classificado às Semifinais  |
| 5   | São Mateus             | 11  | 9 | 3 | 2 | 4 | 13 | 14 | -1 | 40.7 | 1       |                             |
| 6   | Vitória-ES             | 11  | 9 | 2 | 5 | 2 | 8  | 10 | -2 | 40.7 | 2       |                             |
| 7   | Real Noroeste          | 10  | 9 | 3 | 1 | 5 | 10 | 14 | -4 | 37.0 | 2       |                             |
| 8   | Desportiva Ferroviária | 10  | 9 | 2 | 4 | 3 | 10 | 7  | 3  | 37.0 | 1       |                             |
| 9   | Rio Branco-ES          | 10  | 9 | 2 | 4 | 3 | 10 | 13 | -3 | 37.0 | 2       | Rebaixado à Série B de 2018 |
| 10  | Linhares               | 3   | 9 | 0 | 3 | 6 | 5  | 13 | -8 | 11.1 | Estável | Rebaixado à Série B de 2018 |

## Semifinais
Jogos de ida
| Sábado, 15 de abril | Tupy | 0 – 2                 | Atlético Itapemirim      | Estádio Kleber Andrade, Cariacica                              |
| 16:30               |      | Rede Gazeta Relatório | 2' Weliton · 71' Wendell | Público: 354 Renda: R$ 4.660,00 Árbitro: ES Devarly do Rosário |

| Tupy | Atlético-ES |

| Domingo, 16 de abril | Espírito Santo | 0 – 0     | Doze | Estádio Kleber Andrade, Cariacica                           |
| 16:00                |                | Relatório |      | Público: 230 Renda: R$ 2.650,00 Árbitro: ES Rudimar Goltara |

| Espírito Santo | Doze |

Jogos de volta
| Sábado, 22 de abril | Atlético Itapemirim | 1 – 1     | Tupy                | Estádio José Olívio Soares, Itapemirim                          |
| 16:00               | Giovani Pedrini 42' | Relatório | 87' Giovani Pedrini | Público: 800 Renda: R$ 11.370,00 Árbitro: ES Dyorgines Padovani |

| Atlético-ES | Tupy |

| Sábado, 22 de abril | Doze | 0 – 0                 | Espírito Santo | Estádio Kleber Andrade, Cariacica                                |
| 16:30               |      | Rede Gazeta Relatório |                | Público: 1 120 Renda: R$ 2.830,00 Árbitro: ES Devarly do Rosário |

| Doze | Espírito Santo |

## Finais
Jogo de ida
| Sábado, 29 de abril | Doze                            | 2 – 2                 | Atlético Itapemirim               | Estádio Kleber Andrade, Cariacica                                |
| 16:30               | Marcone 66' · Lucas Balbino 79' | Rede Gazeta Relatório | 89' Marcone · 90+2' (pen) Wendell | Público: 1 816 Renda: R$ 2.710,00 Árbitro: ES Devarly do Rosário |

| Doze | Atlético-ES |

Jogo de volta
| Sábado, 6 de maio | Atlético Itapemirim             | 2 – 1                 | Doze       | Estádio Sumaré, Cachoeiro de Itapemirim                           |
| 16:30             | Marcos Felipe 67' · Wendell 76' | Rede Gazeta Relatório | 57' Cássio | Público: 2 680 Renda: R$ 21.400,00 Árbitro: ES Dyorgenes Padovani |

| Atlético-ES | Doze |